# Evendale, Ohio
Evendale là một làng thuộc quận Hamilton, tiểu bang Ohio, Hoa Kỳ. Năm 2010, dân số của làng này là 2767 người.

## Dân số
- Dân số năm 2000: 3090 người.
- Dân số năm 2010: 2767 người.